# Александровская (внутригородское муниципальное образование)
Алекса́ндровская — посёлок, внутригородское муниципальное образование в составе Пушкинского района города федерального значения Санкт-Петербурга.

## История
Посёлок Александровская ведет свою историю от одноимённой деревни, образованной в последней четверти XVIII века путём переселения части жителей, с переносом части построек, из деревни Кузьмино во время строительства Александровского дворца.
В годы Великой Отечественной войны Александровская располагалась близ линии фронта, а в некоторые моменты фронт проходил прямо по территории посёлка, и целых домов в ней практически не осталось.
В послевоенное время были построены школа, детский сад, Дом культуры, несколько предприятий торговли.
В апреле 1959 года был образован рабочий поселок Александровская, объединивший населенные пункты станция Александровская и Редкое Кузьмино. Административно рабочий посёлок был подчинён Пушкинскому райсовету.
В настоящее время в Александровской работает общеобразовательная школа № 462 и детский сад № 12, есть продуктовые магазины, кафе, отделение почтовой связи, допофис Сбербанка России. В Доме культуры «Александровский» регулярно проводятся ярмарки, выставки, концерты и праздники. Народные гуляния традиционно проходят на площади у ДК.

## Границы
Посёлок Александровская находится в центре территории Пушкинского района Санкт-Петербурга. Как внутригородское муниципальное образование граничит с городом Пушкин на юге и посёлком Шушары на севере. Непосредственно примыкает к Александровскому и Баболовскому паркам.

## Памятные места. Достопримечательности. События
- Церковь Казанской иконы Божией Матери.59°44′11″ с. ш. 30°21′02″ в. д.HGЯO. По преданию, 27 апреля 1826 года в деревне Александровка (ныне поселок Александровская) произошло явление Казанской иконы Божией Матери. В 1907 году на средства императрицы Александры Федоровны на месте явления иконы была воздвигнута деревянная церковь. Этот храм, построенный по проекту инженера В. Д. Николя, был полностью уничтожен в годы Великой Отечественной войны в результате пожара (по другим источникам он сгорел еще раньше — в 1927 году). В 1995 году началось воссоздание церкви Казанской иконы Божией Матери. Её удалось построить в рекордно короткие сроки, и уже 26 октября 1997 года храм был освящен митрополитом Санкт-Петербургский и Ладожским Владимиром.
- Памятный крест «Сие место явления Казанской иконы Божией Матери 27 апреля 1826 года».59°44′12″ с. ш. 30°20′58″ в. д.HGЯO
- Здание железнодорожного вокзала, построенное в 1860-х гг. по типовому проекту, разработанному архитектором П. О. Сальмановичем.
- 25 мая 1868 года в присутствии императора Александра II и нескольких лиц Императорской фамилии освящена каменная Вознесенская часовня «в память о чудесном спасении по милости Божией жизни Государя императора Александра II 25 мая 1867 года во время посещения Всемирной выставки в Париже, на которой на него польским террористом-фанатиком А. Березовским было совершено покушение». Автор проекта часовни — архитектор А. Ф. Видов. 10 января 1949 года во время комсомольского субботника она была разобрана. В 2025 году стало известно, что часовню планируется воссоздать[7].
- В 2011 году был установлен памятный знак в виде креста с воспроизведённой фотографией Николая Второго и надписью «Император Николай II. Благодарная Россия». Установлен на сохранившемся цоколе разобранной в 1949 году каменной часовни. 59°43′52″ с. ш. 30°20′21″ в. д.HGЯO
- Со станции Александровская отправлялся на поезде в ссылку Николай Второй с семьёй и приближёнными. 1 (14) августа 1917 года в 6 часов 10 минут состав с членами императорской семьи и обслуги под вывеской «Японская миссия Красного Креста» отправился с железнодорожной станции Александровская.
- Из посёлка Александровская можно непосредственно войти в Александровский парк и в Баболовский парк.
- Современной юго-западной границей посёлка (на участке от Баболовского парка до железной дороги) является историческая Старо-Красносельская дорога, соединявшая в XVIII—XIX веках Царское Село и Красное Село. Вдоль дороги, южнее неё, проходит трасса Виттоловского водовода — он был первым водоводом, снабжавшим Царское Село водой.
- Могила неизвестного бойца Советской армии, погибшего при освобождении посёлка Александровская в январе 1944 года.59°43′57″ с. ш. 30°20′34″ в. д.HGЯO

## Население
| 1862  | 1897  | 1959  | 1970  | 1979  | 1989  | 2002  |
| ----- | ----- | ----- | ----- | ----- | ----- | ----- |
| 387   | ↗731  | ↗4999 | ↘3347 | ↗3725 | ↘2960 | ↘1184 |
| 2010  | 2012  | 2013  | 2014  | 2015  | 2016  | 2017  |
| ↗2491 | ↗2656 | ↘2630 | ↗2675 | ↘2646 | ↗2647 | ↘2625 |
| 2018  | 2019  | 2020  | 2021  | 2023  | 2025  |       |
| ↗2744 | ↗2794 | ↗2807 | ↗3116 | ↘3089 | ↗3221 |       |

## Транспорт
Одноимённая станция на железной дороге Санкт-Петербург — Псков — Варшава.
От центральной части Санкт-Петербурга до Александровской также можно доехать на автобусе № 155, а от Пушкина — на автобусах № 377, 378.

## Упоминание в литературе, хрониках, прессе
По Варшавской железной дороге «первая станция — Александровка. Место незатейливое, много „зимогоров“; рабочих и мелких служащих Петербурга устраивала близость города. Сюда выезжала беднота. Интерес представлял Баболовский парк, расположенный в версте от селения.

Следующая остановка — Гатчина…»
— Засосов Д. А., Пызин В. И. «Из жизни Петербурга 1890–1910-х годов. Записки очевидцев» Лениздат, 1991. с. 218 (2-е изд., доп. СПб, 1999)

«31 июля. Понедельник
… Секрет о нашем отъезде соблюдался до того, что и моторы и поезд были заказаны после назначенного часа отъезда. Извод получился колоссальный! Алексею хотелось спать; он то ложился, то вставал. Несколько раз происходила фальшивая тревога, надевали пальто, выходили на балкон и снова возвращались в залы. Совсем рассвело. Выпили чаю, и, наконец в 5 ч. появился Кер[енский] и сказал, что можно ехать. Сели в наши два мотора и поехали к Александ[ровской] станции. Вошли в поезд у переезда. Какая-то кавалер[ийская] часть скакала за нами от самого парка. У подъезда встретили: И. Татищев и двое комиссаров от прав[ительст]ва для сопровождения нас до Тобольска. Красив был восход солнца, при кот[ором] мы тронулись в путь на Петроград и по соедин[ительной] ветке вышли на Северн.[ую] ж.-д. линию. Покинули Ц.[арское] С.[ело] в 6.10 утра.
1-го августа
Поместились всей семьёй в хорошем спальном вагоне межд[у]нар[одного] о[бщест]ва. Залёг в 7.45 и поспал до 9.15 час. Было очень душно и пыльно; в вагоне 26° Р. …»
— Дневник Николая II, записи за 31 июля и 1 августа 1917 года.

## Фото

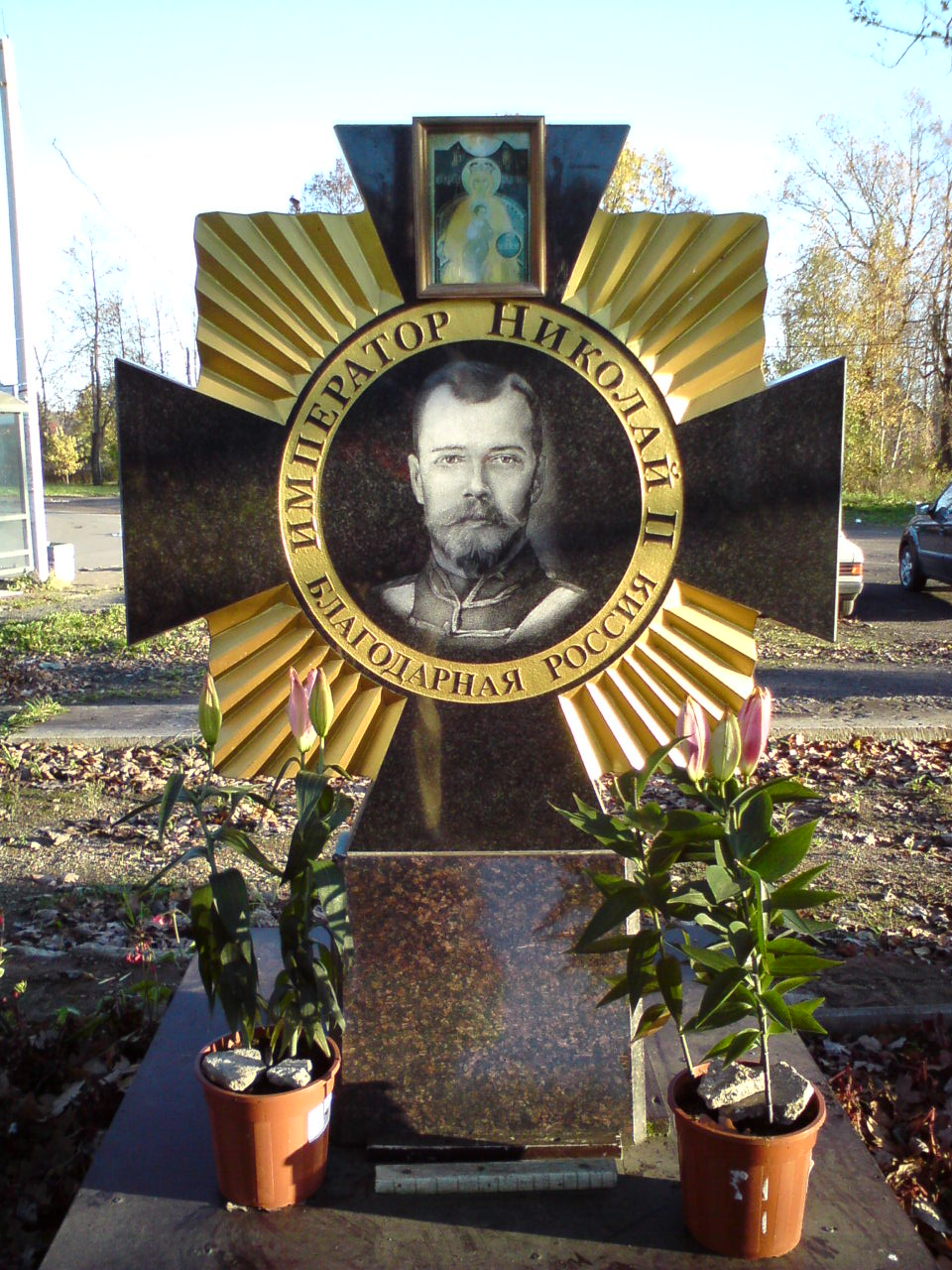
Памятный крест на месте разобранной в 1949 году часовни
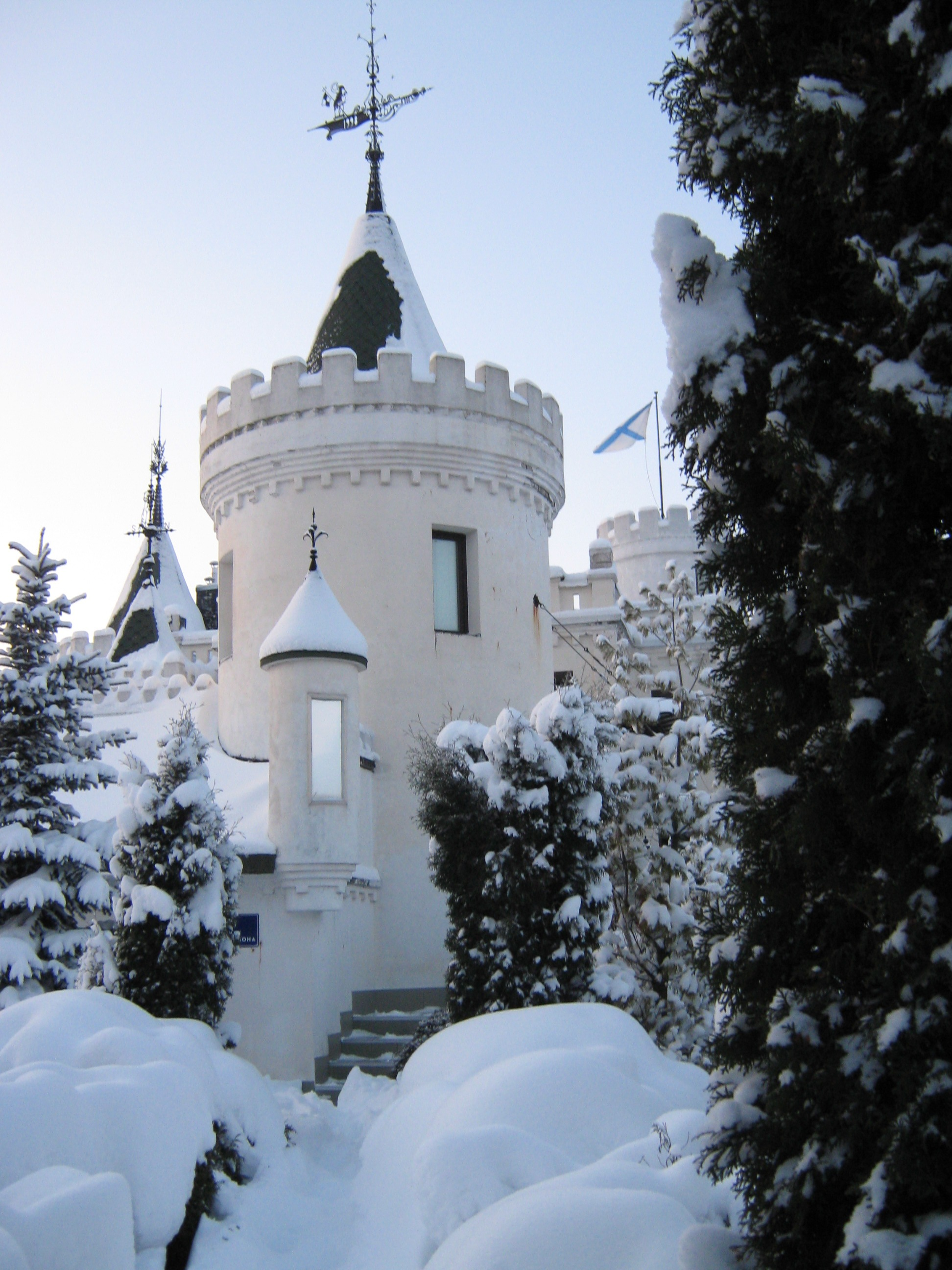
Александровская, «Замок Белого Слона»
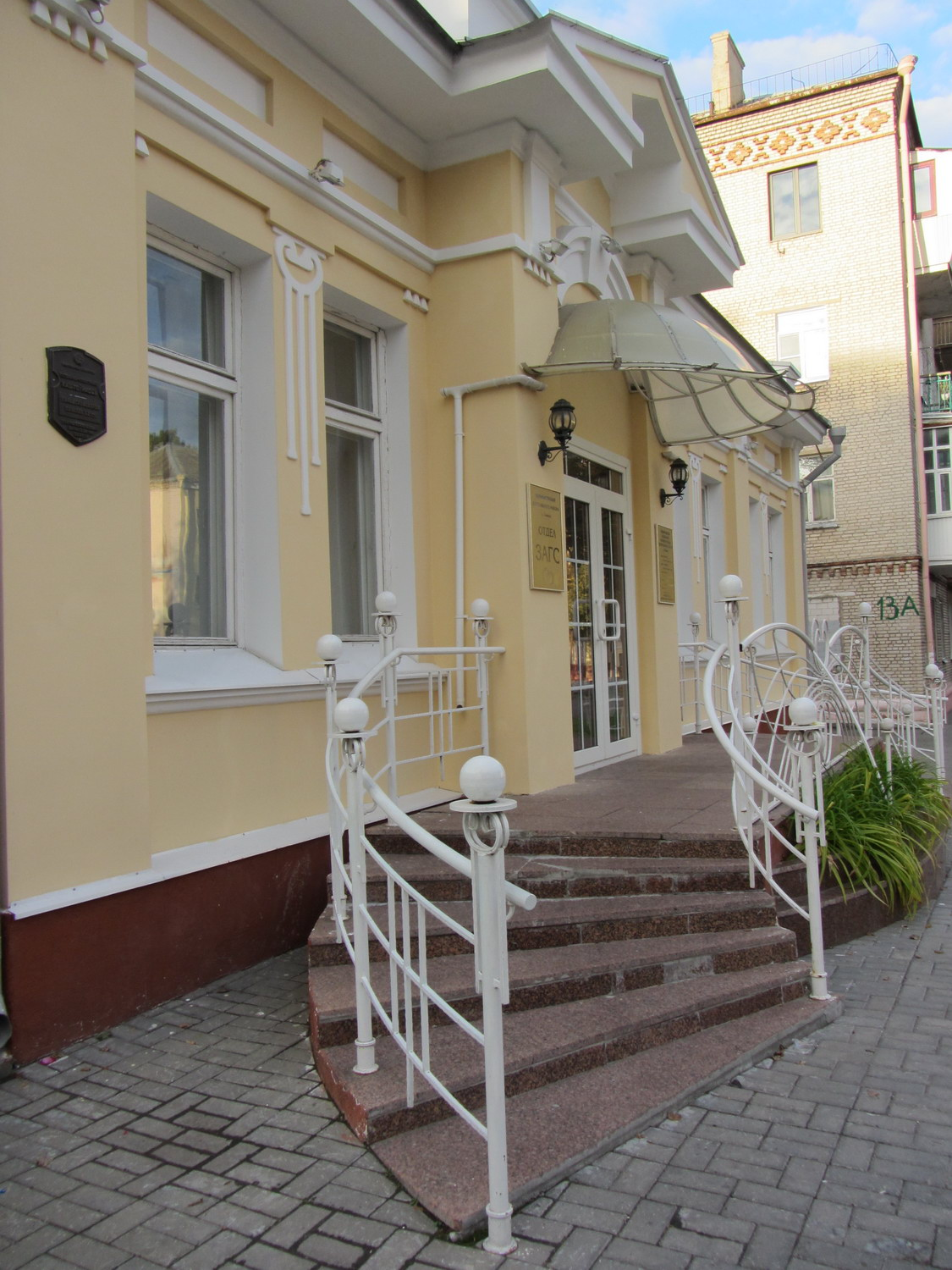
Крыльцо «Замка Белого Слона»